# Campionato Tocantinense 2022
Il Campionato Tocantinense 2022 è stata la 30ª edizione della massima serie del campionato tocantinense. La stagione è iniziata il 22 gennaio 2022 e si è conclusa il 10 aprile successivo.

## Stagione

### Novità
Al termine della stagione 2021, non c'è stata alcuna retrocessione. Dalla seconda divisione, invece, sono state promosse União Carmolandense e Bela Vista.

### Formato
Le dieci squadre si affrontano dapprima in una prima fase a gironi, composta da un unico girone da dieci squadre. Le prime quattro classificate di tale girone, accederanno alla seconda fase che decreterà la vincitrice del campionato. Le ultime quattro classificate, retrocedono in Segunda Divisão.
La formazione vincitrice, potrà partecipare alla Série D 2023, alla Coppa del Brasile 2023 e alla Copa Verde 2023; la formazione vice-campione solo alla Série D.

## Risultati

### Prima fase
|  | Pos. | Squadra               | Pt | G | V | N | P | GF | GS | DR  |
|  | ---- | --------------------- | -- | - | - | - | - | -- | -- | --- |
|  | 1.   | Tocantinópolis        | 22 | 9 | 7 | 1 | 1 | 28 | 8  | +20 |
|  | 2.   | Capital-TO            | 20 | 9 | 6 | 2 | 1 | 16 | 6  | +10 |
|  | 3.   | Interporto            | 19 | 9 | 5 | 4 | 0 | 15 | 4  | +11 |
|  | 4.   | União Carmolandense   | 18 | 9 | 5 | 3 | 1 | 11 | 8  | +3  |
|  | 5.   | Bela Vista            | 12 | 9 | 3 | 3 | 3 | 11 | 9  | +2  |
|  | 6.   | Palmas                | 9  | 9 | 2 | 3 | 4 | 16 | 11 | +5  |
|  | 7.   | NC Paraíso            | 9  | 9 | 2 | 3 | 4 | 11 | 14 | -3  |
|  | 8.   | Araguacema            | 8  | 9 | 2 | 2 | 5 | 12 | 14 | -2  |
|  | 9.   | Gurupi                | 5  | 9 | 1 | 2 | 6 | 8  | 17 | -9  |
|  | 10.  | Tocantins de Miracema | 1  | 9 | 0 | 1 | 8 | 4  | 41 | -37 |

Legenda:
      Ammessa alla seconda fase.
      Retrocesse in Segunda Divisão 2023
Note:
Tre punti a vittoria, uno a pareggio, zero a sconfitta.

### Seconda fase
|  | Semifinali | Semifinali           | Semifinali | Semifinali | Semifinali |  |  | Finale | Finale         | Finale | Finale | Finale |  |
|  |            |                      |            |            |            |  |  |        |                |        |        |        |  |
|  | 3          | Interporto           | 1          | 0          | 1          |  |  |        |                |        |        |        |  |
|  | 2          | Capital-TO           | 0          | 0          | 0          |  |  | 3      | Interporto     | 0      | 0      | 0      |  |
|  | 4          | União Carmolandense  | 0          | 2          | 2 (2)      |  |  | 1      | Tocantinópolis | 0      | 3      | 3      |  |
|  | 1          | Tocantinópolis (dtr) | 1          | 1          | 2 (3)      |  |  |        |                |        |        |        |  |

## Classifica finale
|  | Pos. | Squadra               | Pt | G  | V | N | P | GF | GS | DR  |
|  | ---- | --------------------- | -- | -- | - | - | - | -- | -- | --- |
|  | 1.   | Tocantinópolis        | 29 | 13 | 9 | 2 | 2 | 33 | 10 | +21 |
|  | 2.   | Interporto            | 24 | 13 | 6 | 6 | 1 | 16 | 7  | +11 |
|  | 3.   | Capital-TO            | 21 | 11 | 6 | 3 | 2 | 16 | 7  | +9  |
|  | 4.   | União Carmolandense   | 21 | 11 | 6 | 3 | 2 | 13 | 10 | +3  |
|  | 5.   | Bela Vista            | 12 | 9  | 3 | 3 | 3 | 11 | 9  | +2  |
|  | 6.   | Palmas                | 9  | 9  | 2 | 3 | 4 | 16 | 11 | +5  |
|  | 7.   | NC Paraíso            | 9  | 9  | 2 | 3 | 4 | 11 | 14 | -3  |
|  | 8.   | Araguacema            | 8  | 9  | 2 | 2 | 5 | 12 | 14 | -2  |
|  | 9.   | Gurupi                | 5  | 9  | 1 | 2 | 6 | 8  | 17 | -9  |
|  | 10.  | Tocantins de Miracema | 1  | 9  | 0 | 1 | 8 | 4  | 41 | -37 |

Legenda:

      Vincitore del Campionato Tocantinense 2022 e qualificato per la Coppa del Brasile 2023, il Campeonato Brasileiro Série D 2023 e la Copa Verde 2023.
      Qualificato per il Campeonato Brasileiro Série D 2023.
      Retrocesse in Segunda Divisão 2023